# 迪恩克鲁特
迪恩克鲁特是奥地利下奥地利州根瑟恩多夫县的一个市镇。总面积30.4平方公里，总人口2252人，人口密度74.1人/平方公里（2005年）。